# Spisak izdatih manga naslova u Srbiji
Sledi spisak manga naslova koje su do sada objavljene u Srbiji. Dodatno, budući da su po formi slični ali opet i dovoljno različiti, kao i da ih kvantitativno nema dovoljno kako bi se za njih formirala zasebna stranica, biće navedeni i manfra i manhva naslovi, uz napomenu da se radi o tim naslovima.
Naslovi koji su označeni kao "U najavi" navedeni su iz javno dostupnih informacija, dobijenih od izdavača putem njihovog zvaničnog veb sajta, profila na društvenim mrežama i COBISS objavama.

## Izdavačke kuće koje izdaju mange
Izdavačke kuće koje trenutno izdaju mange u Srbiji su Darkwood, Čarobna knjiga, Laguna, Stalker, Najkula i Lokomotiva.

## Spisak manga naslova
Tabelarni prikaz trenutno izdatih naslova svakog od izdavača.
Pojašnjenje kolona tabele:
- Redni broj ne predstavlja hronološki redosled objavljivanja naslova tog izdavača, već je tu radi preglednosti broja naslova.
- Poslednji izdat tom odnosi se na poslednji tom koji je taj izdavač izdao, dok se odeljak Ukupno tomova odnosi na to koliko je originalno tomova tog naslova izašlo u Japanu.
- Status predstavlja status tog naslova kod srpskog izdavača. Alternativno, status kod japanskog izdavača može se zaključiti iz kolone Ukupno tomova, jer se za završene naslove u toj koloni nalazi samo ukupan broj tomova, dok se kod nezavršenih naslova nalazi trenutni ukupan broj tomova.

| Redni broj | Naslov                        | Autor(i)                 | Poslednji izdat tom | Ukupno tomova | Status  |
| ---------- | ----------------------------- | ------------------------ | ------------------- | ------------- | ------- |
| 1          | Naruto                        | Masaši Kišimoto          | 33                  | 72            | Izlazi  |
| 2          |                               | Eičiro Oda               | 35                  | Trenutno 112  | Izlazi  |
| 3          | Beležnica smrti               | Cugumi Oba, Takeši Obata | 12                  | 12            | Završen |
| 4          | Beležnica smrti: kratke priče | Cugumi Oba, Takeši Obata | 1                   | 1             | Završen |
| 5          | Napad titana                  | Hadžime Isajama          | 34                  | 34            | Završen |
| 6          | Ubica demona                  | Kojoharu Gotoge          | 13                  | 23            | Izlazi  |
| 7          | Duh u oklopu                  | Širo Masamune            | 1                   | 1             | Završen |
| 8          | Uzumaki                       | Džundži Ito              | 3                   | 3             | Završen |
| 9          | Gjo                           | Džundži Ito              | 2                   | 2             | Završen |
| 10         | Tomie                         | Džundži Ito              | 3                   | 3             | Završen |
| 11         | Fragmenti strave              | Džundži Ito              | 1                   | 1             | Završen |
| 12         | Berserk                       | Kentaro Mijura           | 13                  | Trenutno 42   | Izlazi  |
| 13         | Skrovište                     | Masasumi Kakizaki        | 1                   | 1             | Završen |
| 14         | Bestijarijus                  | Masasumi Kakizaki        | 7                   | 7             | Završen |
| 15         | Zelena krv                    | Masasumi Kakizaki        | 5                   | 5             | Završen |
| 16         | Senzor                        | Džundži Ito              | 1                   | 1             | Završen |
| 17         | Priče o planinskim duhovima   | Grupa autora             | 1                   | 1             | Završen |
| 18         | Soići                         | Džundži Ito              | 2                   | 2             | Završen |
| 19         | Dorohedoro                    | Kju Hajašida             | 4                   | 23            | Izlazi  |
| 20         | Remina                        | Džundži Ito              | 1                   | 1             | Završen |
| 21         | Granična zona                 | Džundži Ito              | 1                   | 2             | Izlazi  |
| 22         | Ranma ½                       | Rumiko Takahaši          | 1                   | 38            | Izlazi  |
| 23         |                               | Hiro Mašima              | 1                   | 63            | Izlazi  |
| 24         | Frankenštajn                  | Džundži Ito              | 1                   | 1             | Završen |

| Redni broj | Naslov                                 | Autor(i)                           | Poslednji izdat tom | Ukupno tomova | Status  |
| ---------- | -------------------------------------- | ---------------------------------- | ------------------- | ------------- | ------- |
| 1          | Tokijski osvetnici                     | Ken Vakuj                          | 31                  | 31            | Završen |
| 2          | Borbeni anđeo Alita                    | Jukito Kiširo                      | 9                   | 9             | Završen |
| 3          | Oštrica besmrtnika                     | Hiroaki Samura                     | 30                  | 30            | Završen |
| 4          | Čelični alhemičar                      | Hiromu Arakava                     | 27                  | 27            | Završen |
| 5          | Oblik glasa                            | Jošitoki Oima                      | 7                   | 7             | Završen |
| 6          | Planetes                               | Makoto Jukimura                    | 4                   | 4             | Završen |
| 7          | Dedpul samuraj                         | Sanširo Kasama, Hikaru Uesugi      | 2                   | Trenutno 3    | Završen |
| 8          | Tokijski gul                           | Sui Išida                          | 14                  | 14            | Završen |
| 9          | Bogovi lažu                            | Kaori Ozaki                        | 1                   | 1             | Završen |
| 10         | Ispovest                               | Nobujuki Fukumoto, Kaidži Kavaguči | 1                   | 1             | Završen |
| 11         | Moja lutka za oblačenje                | Šiniči Fukuda                      | 12                  | 15            | Izlazi  |
| 12         | Muzej: Serijski ubica se smeje na kiši | Rjosuke Tomoe                      | 3                   | 3             | Završen |

| Redni broj | Naslov                    | Autor(i)                  | Poslednji izdat tom | Ukupno tomova | Status   |
| ---------- | ------------------------- | ------------------------- | ------------------- | ------------- | -------- |
| 1          | Laku noć, Punpune         | Inio Asano                | 13                  | 13            | Završen  |
| 2          | Sunovrat                  | Inio Asano                | 1                   | 1             | Završen  |
| 3          | Komi ne ume da komunicira | Tomohito Oda              | 26                  | 37            | Izlazi   |
| 4          | Sani                      | Taijo Macumoto            | 6                   | 6             | Završen  |
| 5          | Ja sam heroj              | Kengo Hanazava            | 22                  | 22            | Završen  |
| 6          | Obećana Nedođija          | Kaju Širai, Posuka Demizu | 5                   | 20            | Izlazi   |
| 7          | Alisa u Ničijoj zemlji    | Haro Aso                  | X                   | 18            | U najavi |

| Redni broj | Naslov                         | Autor(i)                    | Poslednji izdat tom | Ukupno tomova | Status   |
| ---------- | ------------------------------ | --------------------------- | ------------------- | ------------- | -------- |
| 1          | Nikad čovek                    | Džundži Ito                 | 3                   | 3             | Završen  |
| 2          | Deca mora                      | Daisuke Igaraši             | 5                   | 5             | Završen  |
| 3          | Želim da pojedem tvoj pankreas | Joru Sumino, Izumi Kirihara | 2                   | 2             | Završen  |
| 4          | Naši snovi u sumrak            | Juki Kamatani               | X                   | 4             | U najavi |
| 5          | Oranž                          | Ičigo Takano                | X                   | 7             | U najavi |

| Redni broj | Naslov                  | Autor(i)                              | Poslednji izdat tom | Ukupno tomova | Status   |
| ---------- | ----------------------- | ------------------------------------- | ------------------- | ------------- | -------- |
| 1          | Radiant (manfra)        | Toni Valente                          | 9                   | Trenutno 19   | Izlazi   |
| 2          | Kagaster                | Kačo Hašimoto                         | 6                   | 7             | Završen  |
| 3          | Vakfu (manfra)          | Grupa autora                          | 5                   | 5             | Završen  |
| 4          | (vebtun, manhva)        | Čugong                                | 7                   | Trenutno 14   | Izlazi   |
| 5          | Borbeni petao           | Šu Sakuratani                         | 3                   | Trenutno 10   | Izlazi   |
| 6          | Ultramen                | Eiči Šimizu, Tomohiro Šimoguči        | 3                   | Trenutno 21   | Izlazi   |
| 7          | Kopile (vebtun, manhva) | Karnbi Kim, Jongčan Hvang             | 5                   | 5             | Završen  |
| 8          |                         | Acuši Okubo                           | 4                   | 25            | Izlazi   |
| 9          | Crni Batler             | Jana Toboso                           | 4                   | Trenutno 34   | Izlazi   |
| 10         | Horizont (manhva)       | Džung Džihun                          | X                   | 3             | U najavi |
| 11         |                         | Takumi Fukuj, Šinja Umemura, Adžičika | 1                   | Trenutno 25   | Izlazi   |
| 12         | Zvuk magije (manhva)    | Ilkvon Ha                             | X                   | 3             | U najavi |
| 13         | (vebtun, manhva)        | Karnbi Kim, Jongčan Hvang             | X                   | 12            | U najavi |

| Redni broj | Naslov                        | Autor(i)        | Poslednji izdat tom | Ukupno tomova | Status  |
| ---------- | ----------------------------- | --------------- | ------------------- | ------------- | ------- |
| 1          | (manfra)                      | Senčiro         | 3                   | 3             | Završen |
| 2          |                               | Eldo Jošimizu   | 2                   | 2             | Završen |
| 3          | Bosonogi Gen                  | Keidži Nakazava | 10                  | 10            | Završen |
| 4          | Niđigahara hologram           | Inio Asano      | 1                   | 1             | Završen |
| 5          | Kolevka mora                  | Mej Nagano      | 4                   | 4             | Završen |
| 6          | Poslednje putovanje           | Cukumizu        | 6                   | 6             | Završen |
| 7          | Devojka na obali              | Inio Asano      | 2                   | 2             | Završen |
| 8          | Hitler                        | Šigeru Mizuki   | 1                   | 1             | Završen |
| 9          | Nausikaja od Vetrovite Doline | Hajao Mijazaki  | 7                   | 7             | Završen |
| 10         | Devojčica s One Strane        | Nagabe          | 1                   | 11            | Izlazi  |

| Redni broj | Naslov                 | Autor(i)                      | Izdavač       | Poslednji izdat tom | Ukupno tomova | Status   |
| ---------- | ---------------------- | ----------------------------- | ------------- | ------------------- | ------------- | -------- |
| 1          | Akira                  | Kacuhiro Otomo                | Marketprint   | *40 svesaka*        | 6             | Završen  |
| 2          | Zmajeva kugla          | Akira Torijama                | [ 5 ]         | 1                   | 42            | Prekinut |
| 3          | (manhva)               | Hvan Kim                      |               | 1                   | 4             | Prekinut |
| 4          | (manhva)               | Džin-Hvan Park                |               | 1                   | 6             | Prekinut |
| 5          | Ikigami: Glasnik smrti | Motoro Mase                   | Festina Lente | 3                   | 10            | Prekinut |
| 6          | Čovek bez talenta      | Jošiharu Cuge                 | Besna kobila  | 1                   | 1             | Završen  |
| 7          | Čuvari Luvra           | Džiro Taniguči                | Komiko        | 1                   | 1             | Završen  |
| 8          | Stari momak            | Garon Cučija, Šinmei Minegiši | Golkonda      | 3                   | 8             | Prekinut |
| 9          | Nečovek                | Usamaru Furuja                | Tanesi        | X                   | 3             | U najavi |